# 中央军委训练管理部训练局
中央军委训练管理部训练局，位于北京市，是中央军事委员会训练管理部下属局，负责全军训练工作。

## 沿革
在深化国防和军队改革中，2016年1月组建中央军事委员会训练管理部。中央军委训练管理部新设中央军委训练管理部训练局。马开平出任该局第一任局长。

## 机构设置
- 军事体育处[2]

……

## 历任局长
| 中央军委训练管理部训练局局长 - 马开平 少将（2016年—） | 中央军委训练管理部训练局副局长 - 郑维（2016年—） |